# Udo Röhrig
Udo Röhrig (* 2. Juni 1943 in Groß Ottersleben) ist ein ehemaliger deutscher Handballspieler und -trainer.
Der 1,82 Meter große Röhrig spielte für den SC Magdeburg. Für die Männer-Handballnationalmannschaft der DDR erzielte Udo Röhrig bei den  Olympischen Spielen 1972 in fünf Partien sieben Tore. Nach seiner aktiven Laufbahn als Spieler war Röhrig als Handballtrainer tätig. Er trainierte u. a. den MSV 90 Magdeburg. Er gilt als „Entdecker“ des späteren Nationaltorwarts Wieland Schmidt.